# Taisei Santenkō
Il Taisei Santenkō (大勢三転考?) è un'opera scritta nel 1848 dall'erudito Date Munehiro e pubblicata nel 1873.
Trattando della storia del Giappone, fa parte con altre opere come il Koshitsū di un lavoro che rimette in discussione la veridicità dell'Età degli dei, fondamento dello shintoismo, e dunque all'epoca del potere dell'imperatore del Giappone.